# Ragnar Söderberg
Ragnar Olof Söderberg, född 13 april 1900 i Stockholm, död 21 april 1974 i samma stad, var en svensk företagsledare och donator. 

## Biografi
Ragnar Söderberg var son till företagsledaren generalkonsul Olof A Söderberg och dennes hustru Otilia, född Herzog. 
Han avlade ekonomisk examen vid Handelshögskolan i Stockholm och blev då diplomerad från Handelshögskolan i Stockholm (DHSS, senare DHS)
Tillsammans med brodern Torsten Söderberg ägde han stålgrossistföretaget Söderberg & Haak AB, som grundats av deras farfar 1866. De grundade vidare 1934 investmentbolaget Ratos AB som blev moderbolag för familjens affärsverksamher och som börsnoterades 1954.
Söderberg var styrelseordförande i Ratos, Söderberg & Haak, Esselte, Electrolux, Skandia och Stockholms handelskammare. Han var, liksom fadern Olof A Söderberg, norsk generalkonsul i Stockholm. Han utsågs av Handelshögskoleföreningen till ledamot i Handelshögskolan i Stockholms direktion, Handelshögskolan i Stockholms högsta verkställande organ, där han var skattmästare (ekonomiansvarig) 1955–1965 och vice ordförande 1965–1974. Han var ordförande för Handelshögskoleföreningen, Handelshögskolans högsta beslutande organ, 1968–1974.
Ragnar Söderberg var gift 1922–1941 med Ingegerd Wallenberg (1901–1990) och från 1941 med Barbro Rålamb (1901–1980), som tidigare varit gift med läkaren Gunnar Lundgren.
I sitt första äktenskap var han far till Johan Söderberg, Erik Söderberg, Sven Söderberg och Barbro Söderberg, gift med juristen Henry Montgomery. 
Ragnar Söderberg är gravsatt tillsammans med sin andra hustru på Galärvarvskyrkogården i Stockholm.

### Ragnar Söderbergs stiftelse och Torsten Söderbergs stiftelse
Tillsammans med brodern Torsten grundade han 1960 Ragnar Söderbergs stiftelse och Torsten Söderbergs stiftelse. Stiftelserna donerar pengar till forskningsinstitutioner. Genom sådana donationer har tre professurer namngivna efter Ragnar och Torsten Söderberg inrättats vid Handelshögskolan i Stockholm.
- Ragnar Söderbergs professur i ekonomi, en donationsprofessur vid Handelshögskolan i Stockholm, inrättades år 2000 genom en donation om 20 miljoner kronor från Ragnar Söderbergs stiftelse och Torsten Söderbergs stiftelse för att hedra minnet av Ragnar Söderberg 100 år efter hans födelse.[8] Nuvarande innehavare är professor Udo Zander.

- Ragnar Söderbergs professur i nationalekonomi, en donationsprofessur vid Handelshögskolan i Stockholm, inrättades år 2008 genom en donation om 50 miljoner kronor från Ragnar Söderbergs stiftelse och Torsten Söderbergs stiftelse vid Handelshögskolans 100-årsjubileum.[8] Nuvarande innehavare är professor Tore Ellingsen.

- Torsten och Ragnar Söderbergs professur i företagsekonomi med inriktning på företagande och ledning är en donationsprofessur vid Handelshögskolan i Stockholm, inrättades år 2008 genom en donation om 50 miljoner kronor från Ragnar Söderbergs stiftelse. Professuren är inrättad vid Handelshögskolans 100-årsjubileum.[8] Nuvarande innehavare är professor Pär Åhlström.

## Utmärkelser

### Svenska utmärkelser
- Kommendör med stora korset av Nordstjärneorden, 6 juni 1966.[9]
- Riddare av Nordstjärneorden, 1935.[10]
- Kommendör med stora korset av Vasaorden, 18 november 1971.[11]
- Kommendör av första klass av Vasaorden, 6 juni 1958.[12]
- Kommendör av Vasaorden, 5 juni 1948.[13]
- Ekonomie hedersdoktor vid Handelshögskolan i Stockholm (ekon.dr h.c.) 1973

### Utländska utmärkelser
- Kommendör av Franska Hederslegionen.[14]
- Kommendör av Norska Sankt Olavs Orden.[14]